# Брук, Элиас ван ден
Элиас ван ден Брук (нидерл. Elias van den Broeck; ок. 1652, Амстердам — 6 февраля 1708, Амстердам) — голландский живописец; мастер натюрмортов с цветами и рептилиями, рисовальщик-иллюстратор ботанических атласов.

## Биография
Элиас, вероятно, родился в 1652 году в Амстердаме (Арнольд Хоубракен называл местом рождения художника Антверпен) в семье Яна ван ден Брука (Палудануса) (1618—1678) и Сюзанны ван Дипендаль (1634—1655), которые поженились годом ранее. Его мать умерла, когда сыну было всего семь лет и отец отдал его на попечение приюта с солидным денежным вознаграждением. Сначала Элиас был учеником ювелира.
В 1665 году он стал учеником живописца Корнелиса Кика в Амстердаме, а в 1669 году стал учеником Яна Давидса де Хема в Утрехте. Также был учеником Абрахама Миньона. Есть сведения, что в 1672 году ван ден Брук планировал отправиться в Италию, но поездка, вероятно, не состоялась. В 1673 году ван ден Брук сопровождал Яна де Хема в Антверпен, где стал мастером Гильдии Святого Луки. В 1685 году он вернулся в Амстердам, там и прожил всю оставшуюся жизнь.
Элиас ван ден Брук купил себе небольшой сад, наполненный цветами, и писал всегда с натуры. 5 октября 1677 года в Антверпене он женился на Марии Ленартс. В семье было трое детей: Ян (крещён 13 августа 1678 года), Франциска Мария (крещена 22 декабря 1679 года) и Элиас (крещён 5 июля 1685 года). Его ученик Филипп ван Кувенберг также стал известным художником-флористом.

## Галерея
- Натюрморт с двумя серебряными подносами с персиками и устрицами, беркмейером, вишнями и клементином на частично задрапированном столе. Дерево, масло. Частное собрание
- Розы, цветы, насекомые и змеи. Между 1670 и 1708. Холст, масло. Музей искусства и истории, Нарбон
- Натюрморт на лесной подстилке с ежевикой, рептилиями и бабочками. Ок. 1689. Дерево, масло. Дворец Лихтенштейнов, Вена
- Натюрморт с австрийским шиповником и другими цветами на каменном постаменте, с летающим жуком-оленем и другими насекомыми. Между 1664 и 1708. Холст, масло. Частное собрание
- Натюрморт с устрицами, фруктами, цветами, бокалом и фарфоровой миской. Ок. 1689. Дерево, масло. Дворец Лихтенштейнов, Вена
- Натюрморт с устрицами, бабочками, различными фруктами и позолоченным кубком. Между 1669 и 1670. Дерево, масло. Частное собрание